# The Tipping Point (album)
The Tipping Point is het vijfde en meest recente studioalbum van de Amerikaanse punkband Authority Zero. Het werd uitgegeven op 2 april 2013 door Hardline Entertainment, het label van de punkgitarist Fletcher Dragge (van Pennywise). Het is het eerste album van de band waarop Brandon Landelius (gitaar) en Sean Sellers (drums) op te horen zijn. Het is tevens het laatste album waarop Jeremey Wood (basgitaar) heeft gespeeld. Wood verliet de band een maand voor de uitgave van het album.
Er zijn drie videoclips gemaakt voor nummers op het album, namelijk: "Today We Heard the News", "No Other Place" en "Lift One Up".

## Nummers
1. "No Other Place" - 2:57
2. "Undivided" - 3:18
3. "For the Kids" - 4:04
4. "Take or Leave It" - 3:14
5. "Struggle" - 4:46
6. "Lift One Up" - 3:47
7. "On the Brink" - 3:20
8. "Today We Heard the News" - 4:35
9. "The Tipping Point" - 3:24
10. "Shakedown in Juarez" - 3:34
11. "Endless Roads" - 3:02
12. "21st Century Breakout" - 2:56

## Band
- Jason DeVore - zang
- Brandon Landlius - gitaar
- Jeremy Wood - basgitaar
- Sean Sellers - drums